# یک تکه کاغذ
یک تکه کاغذ (انگلیسی: A Scrap of Paper) یک فیلم کوتاه کمدی به کارگردانی و بازیگری راسکو آرباکل است که در سال ۱۹۱۸ منتشر شد.

## گزیدهٔ بازیگران
- راسکو آرباکل
- گلن کاوندر
- اَل سنت جان
- مانتی بنکس